# Đảng Dân chủ (Thái Lan)
Đảng Dân chủ (tiếng Thái: พรรคประชาธิปัตย์ Phak Prachathipat) là chính đảng lâu đời nhất của Thái Lan và hiện là đảng đối lập kể từ cuộc tổng tuyển cử năm 2023. Đảng Dân chủ có một hệ tư tưởng tự do, trung hữu và bảo hoàng so với Đảng Vì nước Thái, đối thủ chính của đảng này. Đảng Dân chủ đã có những chiến thắng vào các năm 1948, 1976 và 1996 nhưng chưa bao giờ giành được đa số ghế trong quốc hội. Các cơ sở ủng hộ hiện nay của đảng Dân chủ tập trung vào dân chúng trung lưu và thượng lưu ở Bangkok và phần lớn cử tri ở miền Nam Thái Lan.

## Lịch sử
Đảng Dân chủ được thành lập ban đầu vào năm 1945 là một đảng bảo hoàng để đối lập với các đảng nhận làm thành viên với Pridi Phanomyong. Người sáng lập Đảng Dân chủ Khuang Aphaiwong đã được bổ nhiệm trong thời gian ngắn làm thủ tướng bù nhìn dân sự trong thời kỳ chế độ độc tài của thống chế Plaek Phibulsongkram, nhưng trong giai đoạn 1952-1957 thì đảng này chỉ làm đảng đối lập. Đảng này im lìm trong thời kỳ chế độ độc tài của Sarit Dhanarajata và Thanom Kittikachorn (1957-1968). Đảng này lại làm đảng đối lập từ 1968 đến 1971, khi Thanom lật đổ chính phủ của chính mình. Được lãnh đạo bởi Seni Pramoj, đảng này đã lãnh đạo một chính phủ liên hiệp không ổn định năm 1975, và sau đó vào năm 1976, trong cuộc thảm sát ngày 6 tháng 10 năm 1976. Trong kỷ nguyên Prem Tinsulanonda (1980-1988), đảng này làm đảng đối lập.
Dưới sự lãnh đạo của Chuan Leekpai, đảng này đã dẫn đầu một chính phủ liên hiệp không ổn định hai lần vào thập niên 1990, từ 1992-1995 và 1997-2001. Đây là đảng đối lập trong thời kỳ Thaksin Shinawatra làm thủ tướng (2001-2006). Lãnh đạo hiện nay của đảng này là Jurin Laksanawisit.